# قائمة وزراء الصحة (مصر)
أنشئت وزارة الصحة في أبريل 1936 في أواخر أيام الملك أحمد فؤاد الأول، بناءً على المرسوم الملكي الصادر في 7 أبريل 1936 بإنشاء وزارة الصحة العمومية على أساس مجموعة من المصالح العمومية مثل:
- مصلحة المستشفيات العامة
- مصلحة الصحة القروية
- مصلحة الحميات[1][2][3][4]:447:454

## القائمة
| الترتيب | الوزير                  | الإسم | الفترة                                                                    | الوزارة                                                                             | رئيس مجلس الوزراء                                  |
| --- | ----------------------- | --- | ------------------------------------------------------------------------- | ----------------------------------------------------------------------------------- | -------------------------------------------------- |
| | محمد شاهين باشا         | | من: أبريل 1936 حتى: 9 مايو 1936                                           | وزارة علي ماهر باشا الأولى                                                          | علي ماهر باشا                                      |
| | مصطفى النحاس باشا       | الصحة العمومية | من: 9 مايو 1936 حتى: 1 أغسطس 1937                                         | وزارة مصطفى النحاس باشا الثالثة                                                     | مصطفى النحاس باشا                                  |
| | عبد الفتاح الطويل       | الصحة العمومية | من: 1 أغسطس 1937 حتى: 30 ديسمبر 1937                                      | وزارة مصطفى النحاس باشا الرابعة                                                     | مصطفى النحاس باشا                                  |
| | محمد كامل البنداري بك   | الصحة العمومية | من: 30 ديسمبر 1937 حتى: 27 أبريل 1938                                     | وزارة محمد محمود باشا الثانية                                                       | محمد محمود باشا                                    |
| | أحمد كامل باشا          | الصحة العمومية | من: 27 أبريل 1938 حتى: 24 يونيو 1938                                      | وزارة محمد محمود باشا الثالثة                                                       | محمد محمود باشا                                    |
| | حامد محمود              | الصحة العمومية | من: 24 يونيو 1938 حتى: 27 يونيو 1940                                      | وزارة محمد محمود باشا الرابعة                                                       | محمد محمود باشا                                    |
| وزارة علي ماهر باشا الثانية                                                                                  | حامد محمود              | الصحة العمومية | من: 24 يونيو 1938 حتى: 27 يونيو 1940                                      | علي ماهر باشا                                                                       |                                                    |
| | علي إبراهيم باشا        | الصحة العمومية | من: 27 يونيو 1940 حتى: 31 يوليو 1941                                      | وزارة حسن صبري باشا                                                                 | حسن صبري باشا                                      |
| وزارة حسين سري باشا الأولى                                                                                   | علي إبراهيم باشا        | الصحة العمومية | من: 27 يونيو 1940 حتى: 31 يوليو 1941                                      | حسين سري باشا                                                                       |                                                    |
| | حامد محمود              | الصحة العمومية | من: 31 يوليو 1941 حتى: 4 فبراير 1942                                      | حسين سري باشا                                                                       | وزارة حسين سري باشا الثانية                        |
| | عبد الفتاح الطويل       | الصحة العمومية | من: 4 فبراير 1942 حتى: 14 مايو 1942                                       | وزارة مصطفى النحاس باشا الخامسة                                                     | مصطفى النحاس باشا                                  |
| | عبد الواحد الوكيل بك    | الصحة العمومية | من: 14 مايو 1942 حتى: 8 أكتوبر 1944                                       | وزارة مصطفى النحاس باشا الخامسة                                                     | مصطفى النحاس باشا                                  |
| وزارة مصطفى النحاس باشا السادسة                                                                              | عبد الواحد الوكيل بك    | الصحة العمومية | من: 14 مايو 1942 حتى: 8 أكتوبر 1944                                       |                                                                                     | مصطفى النحاس باشا                                  |
| | إبراهيم عبد الهادي باشا | الصحة العمومية | من: 8 أكتوبر 1944 حتى: 15 فبراير 1946                                     | وزارة أحمد ماهر باشا الأولى                                                         | أحمد ماهر باشا                                     |
| وزارة أحمد ماهر باشا الثانية                                                                                 | إبراهيم عبد الهادي باشا | الصحة العمومية | من: 8 أكتوبر 1944 حتى: 15 فبراير 1946                                     |                                                                                     | أحمد ماهر باشا                                     |
| وزارة محمود فهمي النقراشي باشا الأولى                                                                        | إبراهيم عبد الهادي باشا | الصحة العمومية | من: 8 أكتوبر 1944 حتى: 15 فبراير 1946                                     | محمود فهمي النقراشي باشا                                                            |                                                    |
| | سليمان عزمي باشا        | الصحة العمومية | من: 16 فبراير 1946 حتى: 9 ديسمبر 1946                                     | وزارة إسماعيل صدقي باشا الثالثة                                                     | إسماعيل صدقي باشا                                  |
| | نجيب إسكندر باشا        | الصحة العمومية | من: 9 ديسمبر 1946 حتى: 3 نوفمبر 1949                                      | وزارة محمود فهمي النقراشي باشا الثانية                                              | محمود فهمي النقراشي باشا                           |
| وزارة إبراهيم عبد الهادي باشا                                                                                | نجيب إسكندر باشا        | الصحة العمومية | من: 9 ديسمبر 1946 حتى: 3 نوفمبر 1949                                      | إبراهيم عبد الهادي باشا                                                             |                                                    |
| وزارة حسين سري باشا الثالثة                                                                                  | نجيب إسكندر باشا        | الصحة العمومية | من: 9 ديسمبر 1946 حتى: 3 نوفمبر 1949                                      | حسين سري باشا                                                                       |                                                    |
| | إبراهيم شوقي بك         | الصحة العمومية | من: 3 نوفمبر 1949 حتى: 12 يناير 1950                                      | حسين سري باشا                                                                       | وزارة حسين سري باشا الرابعة                        |
| | عبد اللطيف محمود بك     | الصحة العمومية | من: 12 يناير 1950 حتى: 11 نوفمبر 1950                                     | وزارة مصطفى النحاس باشا السابعة                                                     | مصطفى النحاس باشا                                  |
| | عبد الجواد حسين         | الصحة العمومية | من: 11 نوفمبر 1950 حتى: 27 يناير 1952                                     | وزارة مصطفى النحاس باشا السابعة                                                     | مصطفى النحاس باشا                                  |
| | إبراهيم شوقي بك         | الصحة العمومية والشئون البلدية والقروية في 7 فبراير 1952 انفصلت الشئون البلدية عن الشئون القروية وتولاها محمد علي رشدي بك | من: 27 يناير 1952 حتى: 1 مارس 1952                                        | وزارة علي ماهر باشا الثالثة                                                         | علي ماهر باشا                                      |
| | راضي أبو سيف راضي بك    | الشئون الاجتماعية والصحة العمومية                                                                                         | من: 1 مارس 1952 حتى: 2 يوليو 1952                                         | وزارة أحمد نجيب الهلالي باشا الأولى                                                 | أحمد نجيب الهلالي باشا                             |
| | محمود صلاح الدين بك     | الصحة العمومية | من: 2 يوليو 1952 حتى: 22 يوليو 1952                                       | وزارة حسين سري باشا الخامسة                                                         | حسين سري باشا                                      |
| | سيد شكري بك             | الصحة العمومية | من: 22 يوليو 1952 حتى: 23 يوليو 1952                                      | وزارة أحمد نجيب الهلالي باشا الثانية                                                | أحمد نجيب الهلالي باشا                             |
| | إبراهيم شوقي باشا       | الصحة العمومية | من: 24 يوليو 1952 حتى: 7 سبتمبر 1952                                      | وزارة علي ماهر باشا الرابعة                                                         | علي ماهر باشا                                      |
| | نور الدين طراف          | الصحة العمومية | من: 8 سبتمبر 1952 حتى: 7 أكتوبر 1958                                      | وزارة محمد نجيب الأولى                                                              | محمد نجيب                                          |
| وزارة محمد نجيب الثانية                                                                                      | نور الدين طراف          | الصحة العمومية | من: 8 سبتمبر 1952 حتى: 7 أكتوبر 1958                                      | محمد نجيب                                                                           |                                                    |
| وزارة جمال عبد الناصر الأولى                                                                                 | نور الدين طراف          | الصحة العمومية | من: 8 سبتمبر 1952 حتى: 7 أكتوبر 1958                                      | جمال عبد الناصر                                                                     |                                                    |
| وزارة محمد نجيب الثالثة                                                                                      | نور الدين طراف          | الصحة العمومية | من: 8 سبتمبر 1952 حتى: 7 أكتوبر 1958                                      | محمد نجيب                                                                           |                                                    |
| وزارة جمال عبد الناصر الثانية                                                                                | نور الدين طراف          | الصحة العمومية | من: 8 سبتمبر 1952 حتى: 7 أكتوبر 1958                                      | جمال عبد الناصر                                                                     |                                                    |
| الصحة | نور الدين طراف          | وزارة جمال عبد الناصر الثالثة                                                                                             | من: 8 سبتمبر 1952 حتى: 7 أكتوبر 1958                                      | جمال عبد الناصر                                                                     |                                                    |
| نور الدين طراف الصحة العمومية (الإقليم المصري) الصحة (الإقليم السوري) شوكت القنواتي                          | نور الدين طراف          | وزارة جمال عبد الناصر الرابعة                                                                                             | من: 8 سبتمبر 1952 حتى: 7 أكتوبر 1958                                      | جمال عبد الناصر                                                                     |                                                    |
| | محمد محمود نصار         | محمد محمود نصار الصحة العمومية المجلس التنفيذي للإقليم المصري بشير العظمة الصحة العمومية الوزارة المركزية                 | من: 7 أكتوبر 1958 حتى: 16 أغسطس 1961                                      | وزارة نور الدين طراف (المجلس التنفيذي للإقليم المصري) وزارة جمال عبد الناصر الخامسة | نور الدين طراف رئيس المجلس التنفيذي للإقليم المصري |
| محمد محمود نصار الصحة العمومية المجلس التنفيذي للإقليم المصري نور الدين طراف الصحة العمومية الوزارة المركزية | محمد محمود نصار         | وزارة كمال الدين حسين (المجلس التنفيذي للإقليم المصري) وزارة جمال عبد الناصر السادسة                                      | من: 7 أكتوبر 1958 حتى: 16 أغسطس 1961                                      | كمال الدين حسين رئيس المجلس التنفيذي للإقليم المصري                                 |                                                    |
| | نور الدين طراف          | الصحة | من: 16 أغسطس 1961 حتى: 28 سبتمبر 1961                                     | وزارة جمال عبد الناصر السابعة                                                       | جمال عبد الناصر                                    |
| | محمد النبوي المهندس     | الصحة | من: 18 أكتوبر 1961 حتى: 3 أغسطس 1968                                      | وزارة جمال عبد الناصر الثامنة                                                       | جمال عبد الناصر                                    |
| وزارة علي صبري الأولى                                                                                        | محمد النبوي المهندس     | الصحة | من: 18 أكتوبر 1961 حتى: 3 أغسطس 1968                                      | علي صبري                                                                            |                                                    |
| وزارة علي صبري الثانية                                                                                       | محمد النبوي المهندس     | الصحة | من: 18 أكتوبر 1961 حتى: 3 أغسطس 1968                                      | علي صبري                                                                            |                                                    |
| وزارة زكريا محيي الدين                                                                                       | محمد النبوي المهندس     | الصحة | من: 18 أكتوبر 1961 حتى: 3 أغسطس 1968                                      | زكريا محيي الدين                                                                    |                                                    |
| وزارة صدقي سليمان                                                                                            | محمد النبوي المهندس     | الصحة | من: 18 أكتوبر 1961 حتى: 3 أغسطس 1968                                      | محمد صدقي سليمان                                                                    |                                                    |
| وزارة جمال عبد الناصر التاسعة                                                                                | محمد النبوي المهندس     | الصحة | من: 18 أكتوبر 1961 حتى: 3 أغسطس 1968                                      | جمال عبد الناصر                                                                     |                                                    |
| وزارة جمال عبد الناصر العاشرة                                                                                | محمد النبوي المهندس     | الصحة | من: 18 أكتوبر 1961 حتى: 3 أغسطس 1968                                      | جمال عبد الناصر                                                                     |                                                    |
| | محمد عبد الوهاب شكري    | الصحة | من: 29 أكتوبر 1968 حتى: يناير 1969                                        | جمال عبد الناصر                                                                     | وزارة جمال عبد الناصر العاشرة                      |
| | عبده سلام               | الصحة | من: 23 فبراير 1969 حتى: 12 سبتمبر 1971                                    | جمال عبد الناصر                                                                     | وزارة جمال عبد الناصر العاشرة                      |
| نفس الوزارة السابقة                                                                                          | عبده سلام               | الصحة | من: 23 فبراير 1969 حتى: 12 سبتمبر 1971                                    |                                                                                     |                                                    |
| وزارة محمود فوزي الأولى                                                                                      | عبده سلام               | الصحة | من: 23 فبراير 1969 حتى: 12 سبتمبر 1971                                    | محمود فوزي                                                                          |                                                    |
| وزارة محمود فوزي الثانية                                                                                     | عبده سلام               | الصحة | من: 23 فبراير 1969 حتى: 12 سبتمبر 1971                                    | محمود فوزي                                                                          |                                                    |
| وزارة محمود فوزي الثالثة                                                                                     | عبده سلام               | الصحة | من: 23 فبراير 1969 حتى: 12 سبتمبر 1971                                    | محمود فوزي                                                                          |                                                    |
| | أحمد السيد درويش        | الصحة | من: 19 سبتمبر 1971 حتى: 17 يناير 1972                                     | وزارة محمود فوزي الرابعة                                                            | محمود فوزي                                         |
| | محمود محفوظ             | الصحة | من: 17 يناير 1972 حتى: 25 سبتمبر 1974                                     | وزارة عزيز صدقي                                                                     | عزيز صدقي                                          |
| وزارة أنور السادات الأولى                                                                                    | محمود محفوظ             | الصحة | من: 17 يناير 1972 حتى: 25 سبتمبر 1974                                     | محمد أنور السادات                                                                   |                                                    |
| وزارة أنور السادات الثانية                                                                                   | محمود محفوظ             | الصحة | من: 17 يناير 1972 حتى: 25 سبتمبر 1974                                     | محمد أنور السادات                                                                   |                                                    |
| | أحمد فؤاد محيي الدين    | الصحة | من: 25 سبتمبر 1974 حتى: 9 نوفمبر 1976                                     | وزارة عبد العزيز حجازي                                                              | عبد العزيز حجازي                                   |
| وزارة ممدوح سالم الأولى                                                                                      | أحمد فؤاد محيي الدين    | الصحة | من: 25 سبتمبر 1974 حتى: 9 نوفمبر 1976                                     | ممدوح سالم                                                                          |                                                    |
| وزارة ممدوح سالم الثانية                                                                                     | أحمد فؤاد محيي الدين    | الصحة | من: 25 سبتمبر 1974 حتى: 9 نوفمبر 1976                                     | ممدوح سالم                                                                          |                                                    |
| | إبراهيم جميل بدران      | الصحة | من: 9 نوفمبر 1976 حتى: 5 أكتوبر 1978                                      | ممدوح سالم                                                                          | وزارة ممدوح سالم الثالثة                           |
| وزارة ممدوح سالم الرابعة                                                                                     | إبراهيم جميل بدران      | الصحة | من: 9 نوفمبر 1976 حتى: 5 أكتوبر 1978                                      | ممدوح سالم                                                                          |                                                    |
| وزارة ممدوح سالم الخامسة                                                                                     | إبراهيم جميل بدران      | الصحة | من: 9 نوفمبر 1976 حتى: 5 أكتوبر 1978                                      | ممدوح سالم                                                                          |                                                    |
| | ممدوح كمال جبر          | الصحة | من: 5 أكتوبر 1978 حتى: 3 يناير 1982                                       | وزارة مصطفى خليل الأولى                                                             | مصطفى خليل                                         |
| وزارة مصطفى خليل الثانية                                                                                     | ممدوح كمال جبر          | الصحة | من: 5 أكتوبر 1978 حتى: 3 يناير 1982                                       |                                                                                     | مصطفى خليل                                         |
| الدولة للصحة                                                                                                 | ممدوح كمال جبر          | وزارة أنور السادات الثالثة                                                                                                | من: 5 أكتوبر 1978 حتى: 3 يناير 1982                                       | محمد أنور السادات                                                                   |                                                    |
| الدولة للصحة                                                                                                 | ممدوح كمال جبر          | وزارة حسني مبارك | من: 5 أكتوبر 1978 حتى: 3 يناير 1982                                       | محمد حسني مبارك                                                                     |                                                    |
| | محمد صبري زكي           | الدولة للصحة | من: 3 يناير 1982 حتى: 4 سبتمبر 1985                                       | وزارة فؤاد محيي الدين الأولى                                                        | أحمد فؤاد محيي الدين                               |
| وزارة فؤاد محيي الدين الثانية                                                                                | محمد صبري زكي           | الدولة للصحة | من: 3 يناير 1982 حتى: 4 سبتمبر 1985                                       |                                                                                     | أحمد فؤاد محيي الدين                               |
| وزارة كمال حسن علي                                                                                           | محمد صبري زكي           | الدولة للصحة | من: 3 يناير 1982 حتى: 4 سبتمبر 1985                                       | كمال حسن علي                                                                        |                                                    |
| | حلمي عبد الرزاق الحديدي | الصحة | من: 5 سبتمبر 1985 حتى: 9 نوفمبر 1986                                      | وزارة علي لطفي                                                                      | علي لطفي                                           |
| | محمد راغب دويدار        | الصحة | من: 11 نوفمبر 1986 حتى: 14 أكتوبر 1993                                    | وزارة عاطف صدقي الأولى                                                              | عاطف صدقي                                          |
| وزارة عاطف صدقي الثانية                                                                                      | محمد راغب دويدار        | الصحة | من: 11 نوفمبر 1986 حتى: 14 أكتوبر 1993                                    |                                                                                     | عاطف صدقي                                          |
| | علي عبد الفتاح المخزنجي | الصحة | من: 14 أكتوبر 1993 حتى: 2 يناير 1996                                      | وزارة عاطف صدقي الثالثة                                                             | عاطف صدقي                                          |
| | إسماعيل سلام            | الصحة والسكان | من: 4 يناير 1996 حتى: 12 مارس 2002                                        | وزارة كمال الجنزوري الأولى                                                          | كمال الجنزوري                                      |
| وزارة عاطف عبيد                                                                                              | إسماعيل سلام            | الصحة والسكان | من: 4 يناير 1996 حتى: 12 مارس 2002                                        | عاطف عبيد                                                                           |                                                    |
| | محمد عوض تاج الدين      | الصحة والسكان | من: 12 مارس 2002 حتى: 19 ديسمبر 2005                                      | عاطف عبيد                                                                           | وزارة عاطف عبيد                                    |
| وزارة أحمد نظيف الأولى                                                                                       | محمد عوض تاج الدين      | الصحة والسكان | من: 12 مارس 2002 حتى: 19 ديسمبر 2005                                      | أحمد نظيف                                                                           |                                                    |
| | حاتم الجبلي             | الصحة والسكان | من: 30 ديسمبر 2005 حتى: 28 يناير 2011                                     | أحمد نظيف                                                                           | وزارة أحمد نظيف الثانية                            |
| | أحمد سامح فريد          | الصحة | من: 31 يناير 2011 حتى: 22 فبراير 2011                                     | وزارة أحمد شفيق                                                                     | أحمد شفيق                                          |
| | أشرف حاتم               | الصحة والسكان | من: 22 فبراير 2011 حتى: 21 يوليو 2011                                     | وزارة أحمد شفيق                                                                     | أحمد شفيق                                          |
| وزارة عصام شرف                                                                                               | أشرف حاتم               | الصحة والسكان | من: 22 فبراير 2011 حتى: 21 يوليو 2011                                     | عصام شرف                                                                            |                                                    |
| | عمرو حلمي               | الصحة والسكان | من: 21 يوليو 2011 حتى: 21 نوفمبر 2011                                     | عصام شرف                                                                            | وزارة عصام شرف                                     |
| | فؤاد النواوي            | الصحة والسكان | من: 7 ديسمبر 2011 حتى: 25 يونيو 2012                                      | وزارة كمال الجنزوري الثانية                                                         | كمال الجنزوري                                      |
| | محمد مصطفى حامد         | الصحة والسكان | من: 2 أغسطس 2012 حتى: 8 يوليو 2013                                        | وزارة هشام قنديل                                                                    | هشام قنديل                                         |
| | مها الرباط              | الصحة والسكان | من: 16 يوليو 2013 حتى: 24 فبراير 2014                                     | وزارة حازم الببلاوي                                                                 | حازم الببلاوي                                      |
| | عادل عدوي               | الصحة والسكان | من: 1 مارس 2014 حتى: 12 سبتمبر 2015                                       | وزارة إبراهيم محلب الأولى                                                           | إبراهيم محلب                                       |
| وزارة إبراهيم محلب الثانية                                                                                   | عادل عدوي               | الصحة والسكان | من: 1 مارس 2014 حتى: 12 سبتمبر 2015                                       |                                                                                     | إبراهيم محلب                                       |
| | أحمد عماد الدين راضي    | الصحة والسكان | من: 19 سبتمبر 2015 حتى: 5 يونيو 2018                                      | وزارة شريف إسماعيل                                                                  | شريف إسماعيل                                       |
| | هالة زايد               | الصحة والسكان | من: 14 يونيو 2018 حتى: 27 اكتوبر 2021 "أجازة رسمية" 13 أغسطس 2022 "فعليا" | وزارة مصطفى مدبولي الأولى                                                           | مصطفى مدبولي                                       |
| | خالد عبد الغفار         | الصحة والسكان | من: 28 أكتوبر 2021 (قائم بالأعمال) حتى: 13 أغسطس 2022                     | وزارة مصطفى مدبولي الأولى                                                           | مصطفى مدبولي                                       |
| من: 14 أغسطس 2022 (فعليا) حتى: الآن                                                                          | خالد عبد الغفار         | الصحة والسكان |                                                                           | وزارة مصطفى مدبولي الأولى                                                           | مصطفى مدبولي                                       |
| وزارة مصطفى مدبولي الأولى                                                                                    | خالد عبد الغفار         | الصحة والسكان |                                                                           |                                                                                     | مصطفى مدبولي                                       |
| وزارة مصطفى مدبولي الثانية                                                                                   | خالد عبد الغفار         | الصحة والسكان |                                                                           |                                                                                     | مصطفى مدبولي                                       |